# 경순옹주
경순옹주(慶順翁主, 1482년 ~ ?)는 조선의 옹주이다. 성종의 5녀이자 서4녀이며, 어머니는 숙용 심씨이다.

## 생애
1482년(성종 13년) 성종과 숙용 심씨의 장녀로 태어났으며, 이름은 옥환(玉環)이다.
거창부원군 신승선의 외손자이자 연산군의 왕비인 폐비 신씨의 조카 의성위(宜城尉) 남치원(南致元)과 혼인하여 1남 1녀를 얻었다.
남편인 의성위 남치원은 풍류와 음주가무를 즐겼으며, 임숭재와 더불어 연산군의 총애를 받았다. 이후 중종 대에 다방면으로 물의를 일으켰으며 헌부에서 방출한 궁녀를 첩으로 들여 헌부가 강력하게 처벌할 것을 청하자 작록을 빼앗기고 가까운 도에 부처되었다. 대신들이 남치원을 더욱 강하게 처벌할 것을 청했으나 중종은 이를 묵과하였다.
경순옹주에 관한 기록은 거의 남아있지 않고 언제 사망하였는지는 알 수 없으나, 아들 남기(南沂)가 1546년(명종 1년), 정흥종의 옥사에 연루되어 참형에 처해졌는데, 당시 남기가 경순옹주의 제사를 지내왔다는 기록으로 보아 1546년 이전에 사망한 것으로 보인다.
남기가 참형에 처해지면서 경순옹주의 제사는 다른 이에게 맡겨졌으며, 남기와 그 자손들은 왕실 족보인 선원록에서 삭제되었다.

## 가족 관계
| - 부왕 : 성종(成宗, 1457 ~ 1494) - 생모 : 숙용 심씨(淑容 沈氏, 1465 ~ 1515) - 여동생 : 숙혜옹주 벽환(淑惠翁主 碧環, 1486 ~ 1525) - 남동생 : 이성군 관(利城君 慣, 1489 ~ 1552) - 남동생 : 영산군 전(寧山君 恮, 1490 ~ 1538) | - 시아버지 : 남경(南憬) - 시어머니 : 거창 신씨(居昌 愼氏, 1467 ~ ?) - 신승선의 차녀이자 연산군비 폐비 신씨의 언니 - 남편 : 의성위(宜城尉) 남치원(南致元) - 아들 : 남기(南沂, 1502 ~ 1546) - 며느리 : 전주 이씨(全州 李氏) - 손자 : 남상문(南尙文, 1520 ~ 1602) - 손자 : 남상질(南尙質, 1522 ~ ?) - 손녀 : 남인복(南仁福, 1529 ~ ?) - 손자 : 남상직(南尙直, 1532 ~ ?) - 며느리(측실) : 이름 미상 - 서손자 : 남상경(南尙敬) - 며느리(측실) : 이름 미상 - 서손녀 : 남의비(南義非, 1550 ~ ?) - 딸 : 의령 남씨(宜寧 南氏) - 사위 : 덕평군(德平君) 이항(李沆, 1506 ~ 1560) |